# NGC 936
NGC 936 è una galassia a spirale barrata di tipo SB0/SBa nella costellazione della Balena.
Si trova esattamente a metà strada fra le stelle Mira Ceti e δ Ceti; possiede una forma davvero particolare, un centro luminosissimo con una grande barra, da cui però pare quasi che non partano bracci distinti: al contrario, sembra come immersa in una nebulosità omogenea. Questa struttura è ben evidente anche in un telescopio amatoriale, dove appare come una galassia lenticolare con barra. Le sue dimensioni sono paragonabili a quelle della Via Lattea, dalla quale dista 49 milioni di anni-luce. 

In questa galassia è stata osservata la supernova Ia catalogata come SN 2003gs.